# Sintula cristatus
Sintula cristatus är en spindelart som beskrevs av Jörg Wunderlich 1995. Sintula cristatus ingår i släktet Sintula och familjen täckvävarspindlar.
Artens utbredningsområde är Turkiet. Inga underarter finns listade i Catalogue of Life.